# Nanedi Valles

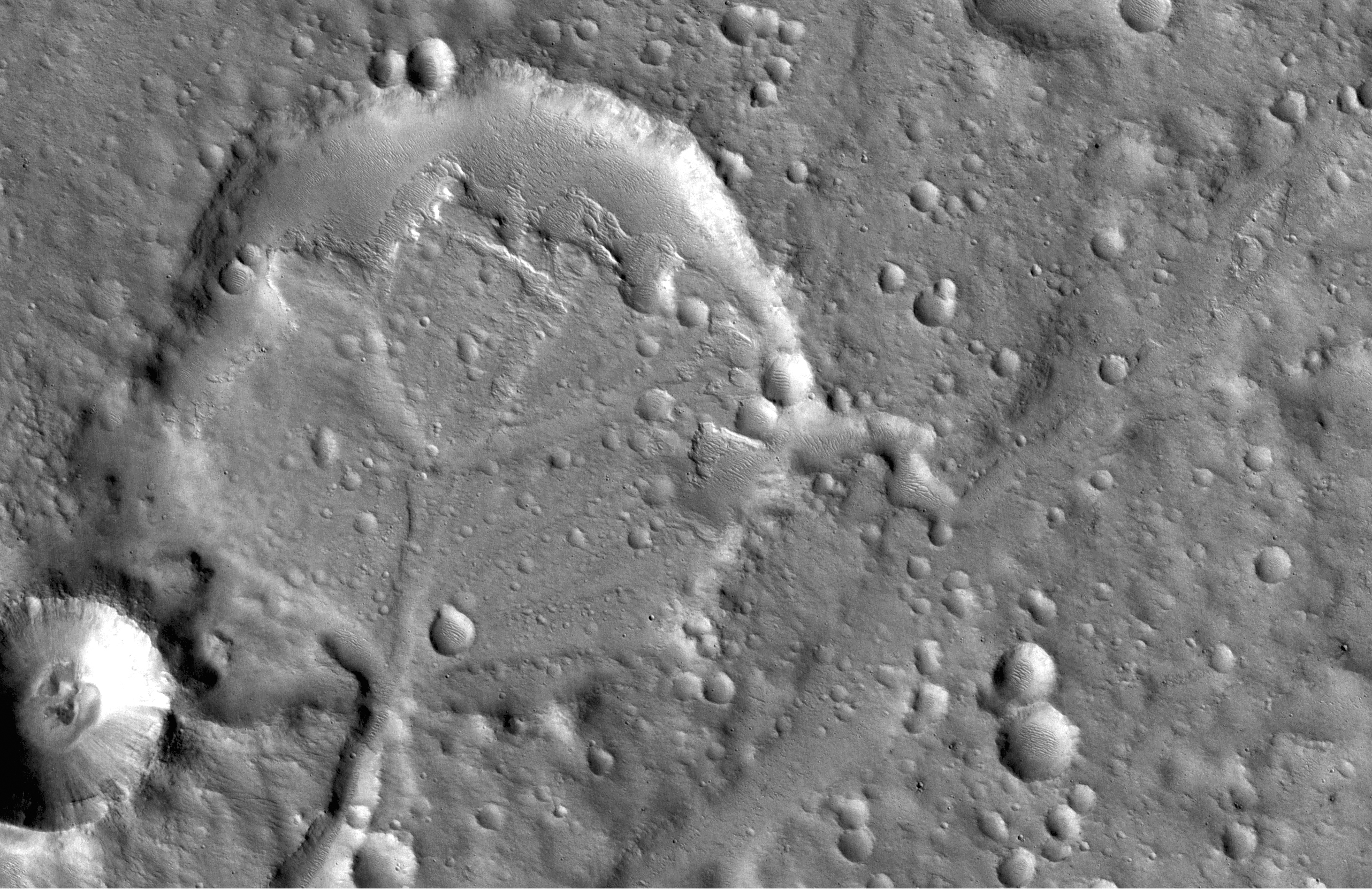
Delta utworzona przez wodę w Nanedi Valles

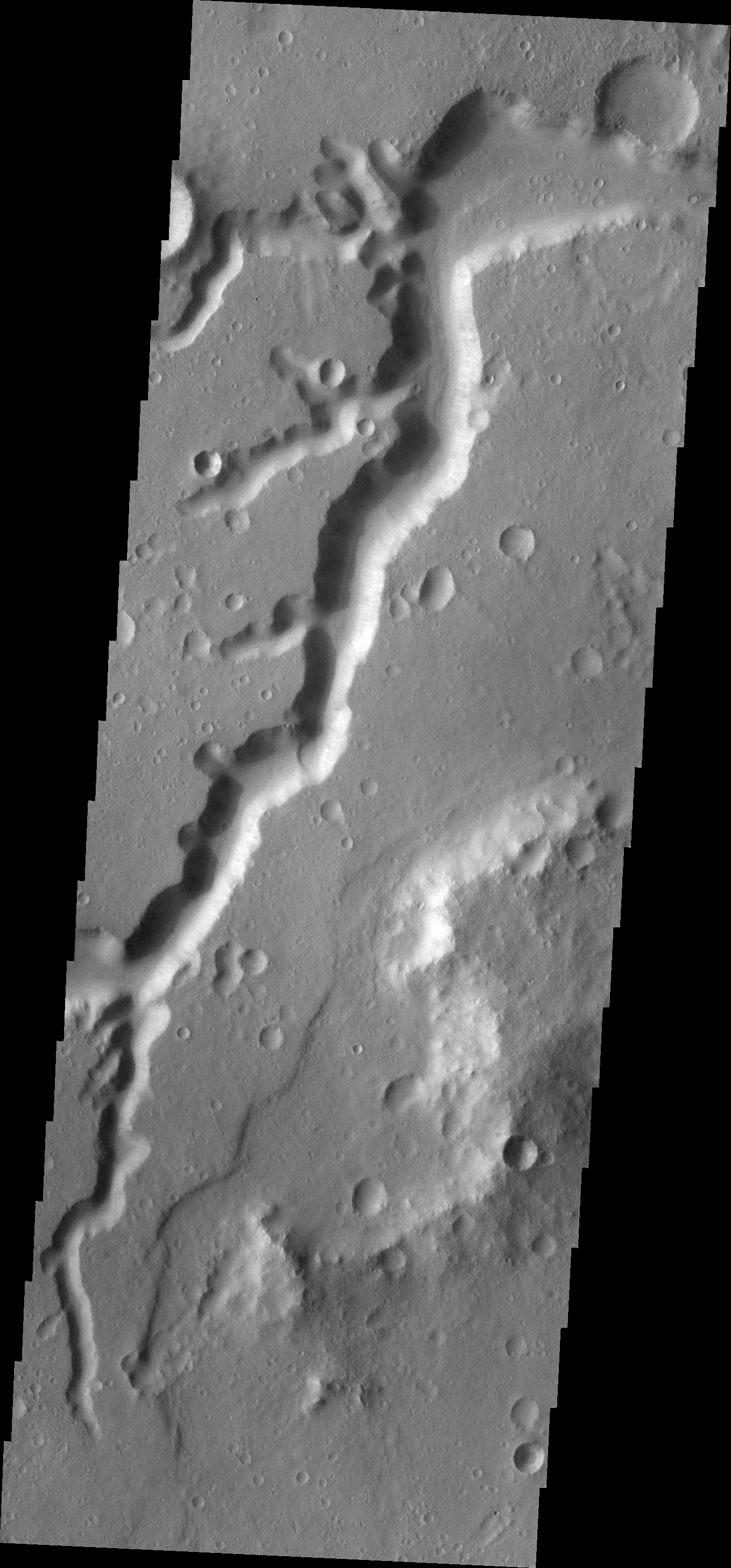
Nanendi Valles

Nanedi Valles – system dolin na powierzchni Marsa. Jego centrum znajduje się na 5,11° szerokości geograficznej północnej oraz 48,62° długości geograficznej zachodniej (♂ 5,11°N 48,62°W/5,110000 -48,620000) w rejonie Xanthe Terra. Doliną tą w odległej przeszłości płynęła woda.
Nanedi Valles biegnie na obszarze o średnicy 550 km a łączna długość jej dolin osiąga ponad 1000 km. Zbocza Nanedi Valles są oddalone od siebie przeciętnie o 2-3 kilometry a opadają urwiskami sięgającymi 500 m. Na zboczach doliny bardzo wyraźne jest warstwowanie osadów, z których się ona uformowała. Nanedi Valles należy do najstarszych marsjańskich dolin.
Decyzją Międzynarodowej Unii Astronomicznej nadana w 1976 roku nazwa tego obszaru pochodzi od słowa w języku sotho oznaczającego planetę.